# Ricardo Vera
Ricardo Vera (vollständiger Name Ricardo Cirilo Vera Rebollo, * 16. September 1962) ist ein ehemaliger uruguayischer Leichtathlet.
Der 1,86 Meter große Ricardo Vera begann mit seiner sportlichen Aktivität in den Laufdisziplinen als 16-Jähriger im Rahmen von Schülerwettbewerben. Er nahm bereits 1982 mit der uruguayischen Mannschaft an den Südamerikaspielen teil. Dort gewann er in den Laufdisziplinen über 1500 Meter die Silbermedaille und holte auf der 5000-Meter-Strecke Gold. Über 5000 Meter lief er dabei in 14:07 Minuten einen neuen uruguayischen Rekord.
Im Folgejahr gehörte er dem Aufgebot Uruguays bei den Panamerikanischen Spielen 1983 an. Dort belegte er auf der 1500-Meter-Strecke den siebten Platz. Er nahm im selben Jahr an den Weltmeisterschaften in Helsinki teil.  Bei den Südamerikameisterschaften 1985 in Santiago de Chile gewann er Silber über 3000 Meter Hindernis und Bronze über 1500 Meter. 1986 gewann er Bronze bei den Iberoamerikanischen Meisterschaften.
1985 siegte er als erster Uruguayer beim Lauf von San Fernando (Corrida de San Fernando) in Maldonado.
Ebenfalls war er bei den Panamerikanischen Spielen 1987 in Indianapolis präsent. Bei den Weltmeisterschaften jenes Jahres in Rom schied er im Vorlauf aus.
Bei den Südamerikameisterschaften 1987 in São Paulo und 1989 in Medellín holte er jeweils Bronze. 1989 übersiedelte er nach Spanien. Dort lebte er bis 2009 in Madrid und zog in jenem Jahr ins knapp 40 Kilometer entfernte Collado Villalba. 1990 folgte Silber bei den Iberoamerikanischen Meisterschaften.
1991 belegte er bei den Panamerikanischen Spielen in Havanna den 2. Platz über 3000 Meter Hindernis. Seine Zeit betrug 8:36,83 Minuten. Im selben Jahr kam er bei den Weltmeisterschaften in Tokio jedoch nicht über die erste Runde hinaus.
Im Folgejahr stellte er am 28. Juni 1992 in Hengelo über 3000 Meter Hindernis seine persönliche Karrierebestleistung auf, als er die Strecke in 8:23,02 Minuten zurücklegte. In jenem Jahr startete er auch bei den Olympischen Spielen 1992 in Barcelona, erreichte über 3000 Meter Hindernis das Finale und belegte dort den 12. Rang. Dasselbe Ergebnis erreichte er bei den Weltmeisterschaften 1993 in Stuttgart.  Zwei Jahre später  folgte seine vierte und letzte Teilnahme an den Panamerikanischen Spielen des Jahres 1995. Zudem ging er bei seinen fünften Weltmeisterschaften in Helsinki an den Start. In Atlanta gehörte er sodann 1996 abermals dem Aufgebot Uruguays bei den Olympischen Sommerspielen 1996 an, konnte seinen Erfolg der vorhergehenden Olympischen Spiele aber nicht wiederholen und schied im Vorlauf aus.
Am Neujahrstag 1999 wurden er und seine Frau Andrea Eltern des Sohnes Esteban.

## Persönliche Bestzeiten
- 1500 m: 3:43,47 min, 20. Juni 1989, Sevilla
- 1 Meile: 4:08,08 min, 15. Oktober 1988, Santiago de Chile (nationaler Rekord)
- 2000 m (Halle): 5:27,17 min, 14. März 1995, Valencia
- 3000 m: 7:56,88 min, 13. Juni 1989, Pontevedra (nationaler Rekord)
  - Halle: 8:00,89 min, 27. Februar 1990, Sevilla
- 5000 m: 13:59,96 min, 30. Juni 1989, Vigo
- 3000 m Hindernis: 8:23,02 min, 28. Juni 1992, Hengelo (nationaler Rekord)[12][9]